# Michel Catteeuw
Michel Catteeuw (* 15. Februar 1910 in Wervik; † 10. Januar 1992) war ein belgischer Radrennfahrer.

## Sportliche Laufbahn
Catteeuw war im Straßenradsport aktiv. Von 1935 bis 1939 war er Berufsfahrer im Radsportteam Terrot.
Er gewann den Circuit Dunkerque 1930, den Circuit du Port de Dunkerque sowie Paris–Hénin Liétard 1932, Bourg–Genf–Bourg vor Paul Giguet, Paris–Amiens und eine Etappe der Tour du Nord 1935.